# George Ashmun

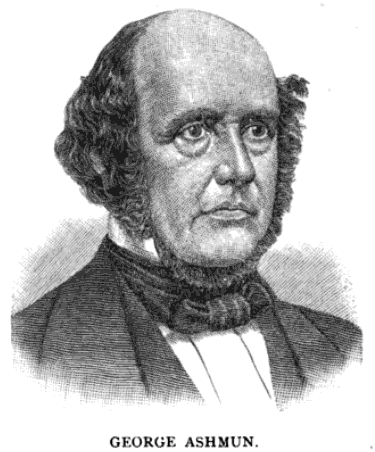
George Ashmun

George Ashmun (* 25. Dezember 1804 in Blandford, Hampden County, Massachusetts; † 16. Juli 1870 in Springfield, Massachusetts) war ein US-amerikanischer Politiker. Zwischen 1845 und 1851 vertrat er den Bundesstaat Massachusetts im US-Repräsentantenhaus.

## Werdegang
George Ashmun war der Sohn von US-Senator Eli P. Ashmun (1770–1819). Im Jahr 1807 zog er mit seinen Eltern nach Northampton, wo er die öffentlichen Schulen besuchte. Danach studierte er bis 1823 am Yale College. Nach einem anschließenden Jurastudium und seiner 1828 erfolgten Zulassung als Rechtsanwalt begann er in Springfield in diesem Beruf zu arbeiten. In den 1830er Jahren wurde er Mitglied der  Whig Party. Zwischen 1833 und 1841 war er mehrfach Abgeordneter im Repräsentantenhaus von Massachusetts, als dessen Speaker er im Jahr 1841 amtierte; dabei folgte er auf Robert Charles Winthrop. In den Jahren 1838 und 1839 saß er auch im Staatssenat.
Bei den Kongresswahlen des Jahres 1844 wurde Ashmun im sechsten Wahlbezirk von Massachusetts in das US-Repräsentantenhaus in Washington, D.C. gewählt, wo er am 4. März 1845 die Nachfolge von Osmyn Baker antrat. Nach zwei Wiederwahlen konnte er bis zum 3. März 1851 drei Legislaturperioden im Kongress absolvieren. Diese waren von den Ereignissen des Mexikanisch-Amerikanischen Krieges geprägt. Danach bestimmte die Diskussion um die Sklaverei auch die Arbeit des Kongresses. Im Jahr 1850 verzichtete Ashmun auf eine weitere Kongresskandidatur.
Nach dem Ende seiner Zeit im US-Repräsentantenhaus praktizierte er wieder als Anwalt in Springfield. Er schloss sich der 1854 gegründeten Republikanischen Partei an und fungierte als Sitzungsleiter (Chairman) der Republican National Convention im Mai 1860 in Chicago, auf der Abraham Lincoln als Präsidentschaftskandidat nominiert wurde. Ashmun stieg auch in das Eisenbahngeschäft ein und wurde einer der Direktoren der Union Pacific Railroad. Im Jahr 1866 war er Delegierter zur National Union Convention in Philadelphia. Er starb am 16. Juli 1870 in Springfield.